# Exutoire marin
Pour les articles homonymes, voir Exutoire.

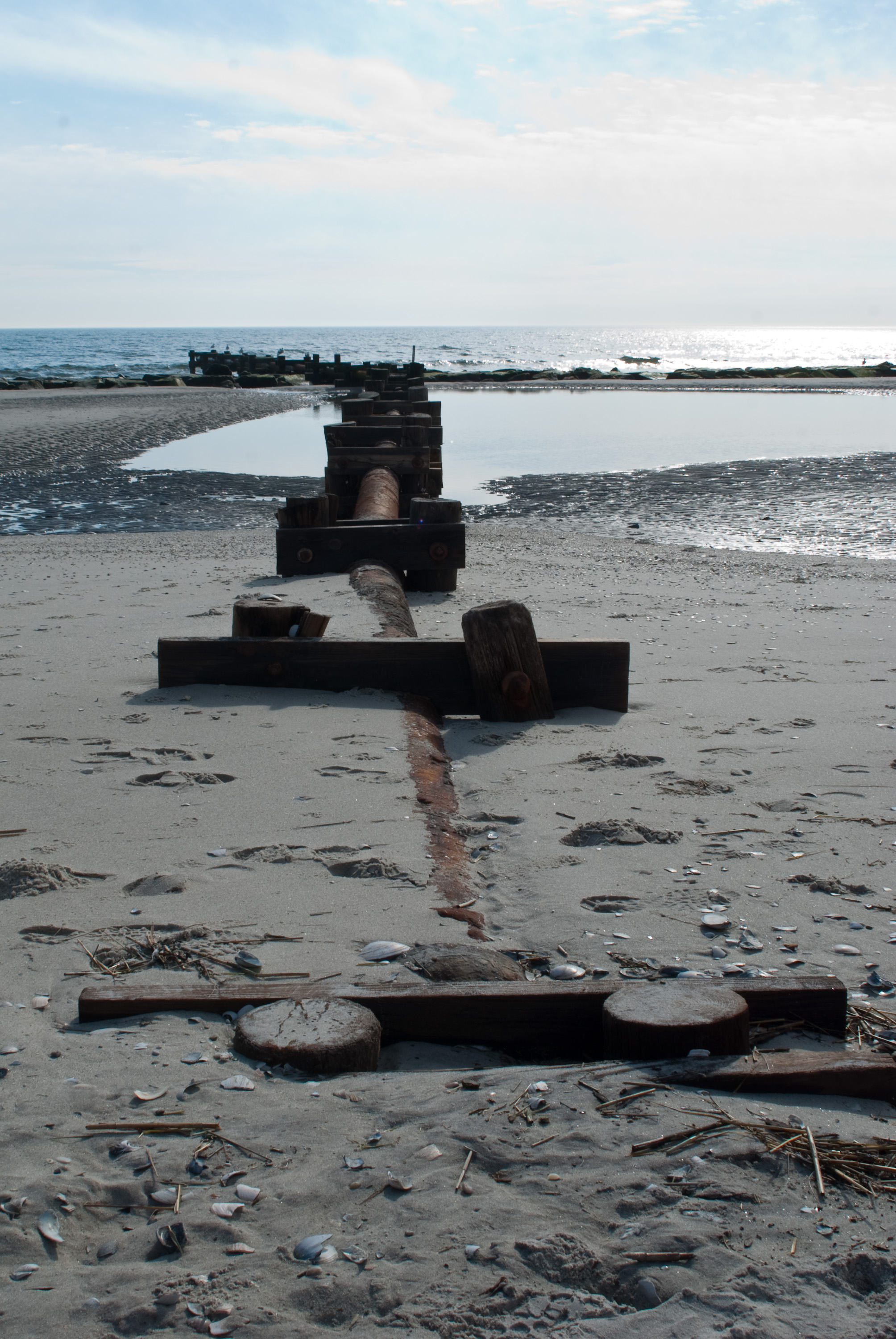
Tuyaux d'exutoire océanique à Cape May, New Jersey, États-Unis - tuyaux exposés après le retrait du sable par une violente tempête

Un exutoire marin (ou exutoire océanique) est une canalisation ou un tunnel qui déverse dans la mer des eaux usées municipales ou industrielles, des eaux pluviales, des déversoirs d'orage, des eaux de refroidissement ou des effluents de saumure provenant d'usines de dessalement de l'eau. Ils se déversent généralement sous la surface de la mer (exutoire sous-marin). Dans le cas des eaux usées municipales, les effluents sont souvent rejetés après n'avoir subi aucun traitement ou seulement un traitement primaire, dans le but d'utiliser la capacité d'assimilation de la mer pour un traitement ultérieur. Les exutoires sous-marins sont courants dans le monde entier et se comptent probablement par milliers. L'intensité lumineuse et la salinité de l'eau de mer naturelle désinfectent considérablement les eaux usées du système de déversement dans l'océan. Plus de 200 exutoires à eux seuls ont été répertoriés dans une seule base de données internationale gérée par l'Institut d'hydromécanique de l'Université de Karlsruhe pour le comité de l'Association internationale d'ingénierie et de recherche hydrauliques (IAHR) / Association internationale de l'eau (IWA) sur les systèmes d'exutoires marins.
Le premier émissaire marin au monde a été construit à Santa Monica, aux États-Unis, en 1910. En Amérique latine et dans les Caraïbes, il y avait 134 exutoires de plus de 500 m de longueur en 2006 pour évacuer les eaux usées uniquement, selon une enquête du Centre panaméricain de génie sanitaire et des sciences de l'environnement de l'OPS. Selon l'enquête, le plus grand nombre d'exutoires d'eaux usées municipales de la région se trouvent au Venezuela (39), au Chili (39) et au Brésil (22). Le plus grand exutoire marin au monde provient de l'usine de traitement des eaux usées de Deer Island située à Boston, aux États-Unis. Actuellement, Boston compte environ 235 miles d'égouts combinés et 37 exutoires CSO actifs. De nombreux exutoires sont simplement connus sous un nom d'usage public, par exemple Exutoire de Boston ,,.

## Avantages
Les principaux avantages des émissaires marins pour l'évacuation des eaux usées sont :
- la dilution et la dispersion naturelles de la matière organique, des agents pathogènes et autres polluants
- la capacité de maintenir le champ d'épuration submergé en raison de la profondeur à laquelle les eaux usées sont rejetées
- le taux de mortalité plus élevé des agents pathogènes compte tenu de la plus grande distance qu'ils devront parcourir jusqu'au rivage.

Elles ont également tendance à être moins chères que les usines de traitement des eaux usées avancées, utilisant la capacité d'assimilation naturelle de la mer au lieu de processus de traitement à forte intensité énergétique dans une usine. Par exemple, un traitement préalable des eaux usées est suffisant avec un exutoire et un diffuseur efficaces. Les coûts du traitement préliminaire représentent environ un dixième de ceux du traitement secondaire. Le traitement préliminaire nécessite aussi beaucoup moins de terrain que le traitement avancé des eaux usées.

## Inconvénients
Les déversoirs marins pour les eaux usées partiellement traitées ou non traitées restent controversés. Le calcul de conception et les modèles informatiques pour la modélisation de la pollution ont été critiqués, arguant que la dilution a été surestimée et que d'autres mécanismes fonctionnent dans le sens opposé, tels que la bioaccumulation de toxines, la sédimentation des particules de boues et l'agglomération des particules d'eaux usées avec de la graisse. Les mécanismes cumulatifs comprennent la formation de nappes, la formation d'andains, la formation de floculats et la formation d'agglomérats. La graisse ou la cire peuvent interférer avec la dispersion, de sorte que les bactéries et les virus pourraient être transportés vers des endroits éloignés où la concentration de prédateurs bactériens serait faible et le taux de mortalité beaucoup plus faible.

## Technologie
Les exutoires varient en diamètre, d'aussi étroit que 15 cm jusqu'à 8 m de large ; l'émissaire enregistré le plus large au monde avec 8 m de diamètre est situé à Navia (Espagne) pour évacuer les eaux usées industrielles. Les exutoires varient en longueur de 50 m à 55 km, l'émissaire enregistré le plus long étant l'émissaire de Boston d'une longueur de 16 km et un émissaire industriel à Ankleshwar (Inde) d'une longueur de 55 km. La profondeur du point le plus profond d'un émissaire varie de 3 à 60 m, l'émissaire enregistré le plus profond étant situé à Macuto, Vargas (Venezuela) pour le rejet d'eaux usées municipales non traitées.
Les matériaux d'évacuation comprennent le polyéthylène, l'acier inoxydable, l'acier au carbone, le plastique renforcé de verre, le béton armé, la fonte ou les tunnels à travers la roche. Les méthodes d'installation courantes pour les pipelines sont le flotteur et l'évier, la traction par le bas et la traction par le haut.

## Exemples
Des exutoires sous-marins existent, ont existé ou ont été envisagés aux endroits suivants, parmi beaucoup d'autres :
Afrique
- Casablanca (Maroc).
- Le Cap (Afrique du Sud)[8].

Asie
- Baie de Manille (Philippines).
- Bombay (Inde).
- Mutwall (Sri Lanka).
- Wellawatha (Sri Lanka).
- Lunawa (Sri Lanka).

Océanie
- Anglesea, Victoria[9].
- Geelong, Victoria[10].
- Sidney

Europe
- Barcelone, Espagne
- Côte d'Estoril (Portugal)
- Mer de Marmara près d'Istanbul (Turquie)
- Saint-Sébastien (Espagne)
- Split (Croatie)
- Estuaire de la Tamise en aval de Londres (Royaume-Uni)
- Édimbourg, Écosse.

Amérique du Nord
- Honolulu (États-Unis)
- Baie de New York (États-Unis)
- Baie de Californie du Sud (États-Unis)[11] et
- Victoria en Colombie-Britannique (Canada)[12].
- Santa Monica, États-Unis (première mondiale)
- Boston, États-Unis (le plus grand du monde)
- La ville de San Diego a utilisé la dilution dans l'océan Pacifique des effluents primaires traités au XXIe siècle[13].

Amérique latine et Caraïbes
- Carthagène, Colombie
- Plage d'Ipanema Beach depuis Rio de Janeiro (Brésil). Cet émissaire, construit en 1975, évacue les eaux usées non traitées par une canalisation de 2,4 m de diamètre et de 4 775 m de longueur à 27 m de profondeur.
- Sosua (République dominicaine).

## Controverses
Dans les années 1960, la ville de Sydney a décidé de construire des exutoires d'eaux usées océaniques pour évacuer les eaux usées partiellement traitées 2 à 4 km au large pour un coût de 300 millions de dollars. À la fin des années 1980, cependant, le gouvernement a promis de moderniser les stations d'épuration côtières afin que les eaux usées soient traitées au moins selon les normes de traitement secondaire avant d'être rejetées dans l'océan.
L'émissaire sous-marin de Carthagène⁣, en Colombie, a été financé par un prêt de la Banque mondiale. Elle a ensuite été contestée par des habitants affirmant que les eaux usées causaient des dommages au milieu marin et à la pêche. L'affaire a été reprise par le Panel d'inspection de la Banque mondiale, qui a engagé deux efforts indépendants de modélisation tridimensionnelle en 2006. Les deux "ont confirmé que l'émissaire sous-marin de 2,85 km de long (était) adéquat".
Pour l'élimination dans l'océan, les exigences du traité environnemental doivent être respectées. Comme les traités internationaux gèrent souvent l'eau au-delà des frontières des pays, l'évacuation des eaux usées est plus facile dans les masses d'eau qui se trouvent entièrement sous la juridiction d'un pays.